# Annabelle Ténèze
Annabelle Ténèze, née en 1979, est une historienne de l'art française, archiviste-paléographe et conservatrice du patrimoine. Elle est directrice du musée Louvre-Lens depuis 2023.

## Biographie
Après une classe préparatoire à l’École des chartes effectuée au lycée Henri-IV, elle intègre l’École nationale des chartes (promotion 2004). Sa thèse d’archiviste-paléographe porte sur l'art contemporain.
Elle réussit le concours de l’Institut national du Patrimoine (promotion Méliès).
Elle commence sa carrière en 2006 au Musée Picasso de Paris, en tant que responsable du cabinet d'art graphique, puis prend la direction en 2012 du Musée départemental d'art contemporain de Rochechouart à la suite d'Olivier Michelon.
En 2016, elle prend la direction du musée d'art moderne et contemporain les Abattoirs , Musée - Frac Occitanie Toulouse à nouveau à la suite d'Olivier Michelon,,.
Le 4 juillet 2023, Annabelle Ténèze est nommée directrice du Louvre-Lens sur proposition du conseil d'administration. Elle prend ses fonctions à l'automne 2023,.
Dans le cadre de la foire d'art contemporain Paris +, qui succède en 2022 à la FIAC, Annabelle Ténèze, est sollicitée pour être la commissaire d'une exposition, appelée Sites, hors des murs de la foire principale (Paris + en 2022 se tient au Grand Palais éphémère), et exposant notamment des créations  au Jardin des Tuileries. Un artiste est également invité au Musée national Eugène-Delacroix.

## Expositions (sélection)
- Nervio [Eduardo T. Basualdo], Musée départemental d'art contemporain de Rochechouart, 1er mars-16 juin 2013.
- Then and now, Carolee Schneemann : œuvres d'histoire, avec Émilie Bouvard et Stéphane Aquin, Musée départemental d'art contemporain de Rochechouart, 4 octobre-15 décembre 2013 ; MUSAC, Museo de arte contemporáneo de Castilla y León, 19 juillet-31 décembre 2014.
- On ira loin [Laure Prouvost], avec Julie Crenn, Musée départemental d'art contemporain de Rochechouart, 26 juin-26 octobre 2015.
- Peindre, dit-elle, Musée départemental d'art contemporain de Rochechouart, 9 octobre-15 décembre 2015[9].
- Raoul Hausmann : dadasophe. De Berlin à Limoges, Musée départemental d'art contemporain de Rochechouart, 27 février-12 juin 2016[10].
- Eduardo Chillida, avec Valentin Rodriguez, Les Abattoirs, 5 avril-26 août 2018.

## Catalogues (sélection)
- Émilie Bouvard, Stéphane Aquin et Annabelle Ténèze, Then and now, Carolee Schneemann : œuvres d'histoire, Arles : Analogues ; Rochechouart : Musée départemental d'art contemporain, 2013, 127 p.
- Annabelle Ténèze (dir.), Nervio, Arles : Analogues ; Rochechouart : Musée départemental d'art contemporain, 2013, LXXX p.
- Annabelle Ténèze (dir.), Raoul Hausmann : dadasophe. De Berlin à Limoges. Exposition au Musée départemental d'art contemporain de Rochechouart, 27 février-12 juin 2016, Paris : Dilecta, 2017, 207 p.
- Annabelle Ténèze et Martha Kirszenbaum (dir.), A way to leak, lick, leek we will go far, Paris : Dilecta ; Rochechouart : Musée départemental d'art contemporain 2016, 184 p.
- Julie Crenn, Amélie Lavin, Annabelle Ténèze, Peindre, dit-elle : chap. 2. Exposition, Dole, Musée des beaux-arts, 10 mars-28 mai 2017, Besançon : Éditions du Sékoya ; Dole : Musée des beaux-arts de Dole, 2017.
- Annabelle Ténèze et Valentin Rodriguez (dir.), Eduardo Chillida : exposition présentée aux Abattoirs, Musée, FRAC Occitanie, Toulouse, du 5 avril au 26 août 2018, Paris : Dilecta, 2018